# Couvent des Carmes de Limoges
Pour les articles homonymes, voir Couvent des Carmes.
Le couvent des Carmes de Limoges est un couvent situé à Limoges dans le département de la Haute-Vienne en région Nouvelle-Aquitaine.

## Historique
Au rez-de-chaussée : l'ancienne sacristie de l'église (appelée aussi salle capitulaire ou chapelle), porte en arc brisé dans la salle appelée garage ; au premier étage : ancien dortoir des moines, à l'exception des peintures murales classées sont inscrits au titre des monuments historiques par arrêté du 7 mars 1994. Les peintures murales de l'ancien dortoir des moines au premier étage sont classées au titre des monuments historiques par arrêté du 17 février 1995.
Les bâtiments subsistants accueillent désormais un restaurant.